# نو² گرگ
نو² گرگ یک ستاره است که در صورت فلکی گرگ قرار دارد.